# Eugen Ferdinand Hoffmann
Eugen Ferdinand Hoffmann (Pseudonym für Karl Theodor Ferdinand Hoffmann, * 6. Oktober 1885 in Ruhrort; † 8. April 1971 in Höchberg, Landkreis Würzburg) war ein deutscher Schriftsteller.

## Leben
Eugen Ferdinand Hoffmann war der Sohn eines Bergmanns. Er absolvierte eine kaufmännische Ausbildung und war in verschiedenen Städten als Industriekaufmann tätig. Ab 1909 lebte er in Konstanz. Dort begann er, literarische Texte zu verfassen. Seine Gedichte, die ausschließlich in literarischen Zeitschriften erschienen, waren anfangs von der Neuromantik, später vom Expressionismus beeinflusst. Obwohl Hoffmann zwischen 1938 und 1940 drei Romane veröffentlichte, blieb ihm der Erfolg als Autor versagt, so dass er bei seinem Tod im Jahre 1971 fast gänzlich in Vergessenheit geraten war. Eine Auswahl aus seinem Nachlass erschien 1996.  

## Werke
- Über Brücken führt der Weg, Leipzig 1938
- Des Glückes abenteuerlicher Sohn, Leipzig 1939
- Betörung im Herbst, Leipzig 1940
- Zu irrer Schöpfung rast heran die Welt, Eggingen 1996